# Étienne Bauer
Pour les articles homonymes, voir Bauer.
Étienne Bauer, né le 5 juillet 1918 à Zurich et mort le 31 août 1997 à Paris, est un physicien, résistant et haut fonctionnaire français,.

## Biographie
Il est né à Zurich où son père, le physicien Edmond Bauer, blessé à Charleroi durant la Première Guerre mondiale, est interné.
Le père d'Étienne Bauer enseigne la physique à la Faculté des sciences de Strasbourg. Avec son frère jumeau, Étienne Bauer reçoit son éducation par des instituteurs chez lui à la maison. À Strasbourg, il entre au lycée Fustel-de-Coulanges en classe de 7e.
Il continue ses études secondaires au lycée Henri-IV à Paris. Il passe son baccalauréat en philosophie en 1934.
Il fait une licence en histoire de l'art et prépare le concours de l'École des chartes. En octobre 1939, il ne peut passer le concours à cause de la déclaration de la guerre.
Mobilisé, il est versé dans l'Intendance à Bordeaux, puis dans la Cavalerie motorisée. Il est démobilisé à Montauban et entre dans la Résistance. Il est membre du mouvement Libération-Sud.
Après la Guerre, Alexandre Parodi le nomme chef de service au ministère du Travail, entre 1945 et 1946. En 1947, il entre au cabinet de Frédéric Joliot-Curie, haut-commissaire à l'énergie atomique. De 1950 à 1960, il est attaché à la direction du Centre d'études nucléaires de Saclay. Parallèlement, il passe deux ans à la direction des musées de France.
En 1958, il entre au cabinet d'André Boulloche, ministre de l'Éducation nationale. Son domaine concerne les universités puis le CNRS. Nommé en 1960 adjoint au directeur de l'Institut national des sciences et techniques nucléaires, il exerce ses fonctions jusqu'à sa retraite.
Il a été un membre actif du mouvement Pugwash dans les années soixante.

## Famille
Il est le fils d'Edmond Bauer et de Renée Kahn, qui se sont épousés en 1911 et ont eu trois autres enfants : Anne-Marie, Jean-Pierre et Michel.
Son père, Edmond Bauer, est un physicien français, professeur à la Faculté des sciences de Paris.
Étienne Bauer est le neveu de la pédagogue Alice Hertz-Bauer et de l'anthropologue Robert Hertz.

## Distinctions
- Commandeur de la Légion d'honneur.
- Croix de guerre 1939-1945 avec palmes.
- Rosette de la Résistance.
- Chevalier des Palmes académiques.